# Champions Trophy mannen 1994
 De zestiende editie van de strijd om de Champions Trophy had plaats van donderdag 17 maart tot en met vrijdag 25 maart 1994 in het National Hockey Stadium in Lahore. Deelnemende landen aan het mondiale hockeytoernooi waren: titelverdediger Australië, Duitsland, Groot-Brittannië, Nederland, gastland Pakistan en Spanje.

## Selecties

### Australië
1. Warren Birmingham
2. Stephen Davies
3. Mark Hager
4. Lee Bodimeade
5. Stuart Carruthers
6. Greg Corbitt
7. Stewart Dearing (gk)
8. Lachlan Dreher (gk)

1. Lachlan Elmer
2. Brendan Garard
3. Paul Lewis
4. Daniel Sproule
5. Jay Stacy
6. David Wansbrough
7. Ken Wark
8. Michael York

- Bondscoach

Frank Murray
- Manager

Ken Read
- Fysiotherapeut

Barry Flemming

### Duitsland
1. Christopher Reitz (gk)
2. Albert Hemmersbach (gk)
3. Jan-Peter Tewes
4. Florian Kunz
5. Christian Blunck
6. Stefan Saliger
7. Ullrich Moissl
8. Christian Mayerhöfer

1. Sven Meinhardt
2. Frederik Ness
3. Uwe Krauss
4. Andreas Becker
5. Christian Stengler
6. Klaus Michler
7. Michael Green
8. Dirk Dörflinger

- Bondscoach

Paul Lissek
- Manager

Hans Baumgartner
- Fysiotherapeut

Uli Becker

### Groot-Brittannië
1. David Luckes (gk)
2. Simon Mason (gk)
3. Paul Bolland
4. Julian Halls
5. Soma Singh
6. Don Williams
7. Jason Laslett
8. John Shaw

1. Simon Nicklin
2. Russell Garcia
3. Rob Thompson
4. Chris Mayer
5. Matthew Sutton
6. Bob Crutchley
7. Phil McQuire
8. Rowan Davis

- Bondscoach

David Whitaker
- Manager

David Whittle
- Fysiotherapeut

Mohindor Suromar

### Nederland
1. Bart Looije (gk)
2. Gregory van Hout
3. Dave Smolenaars
4. Bastiaan Poortenaar
5. Erik Jazet
6. Wouter van Pelt
7. Marc Delissen
8. Jacques Brinkman

1. Tycho van Meer
2. Stephan Veen
3. Floris Jan Bovelander
4. Jeroen Delmee
5. Ronald Jansen (gk)
6. Martijn van Westerop
7. Remco van Wijk
8. Taco van den Honert

- Bondscoach

Roelant Oltmans
- Manager

Koos Formsma
- Fysiotherapeut

Maarten van Dunné

### Pakistan
1. Mansoor Ahmed (gk)
2. Alam Naveed
3. Irfan Mahmood
4. Tahir Zaman
5. Kamran Ashraf
6. Shamim Pal
7. Muhammed Usman
8. Asif Bajwa

1. Shahbaz Ahmed
2. Rana Mujahid
3. Asif Ahmed
4. Ahmed Alam (gk)
5. Mohammed Shahbaz
6. Khawaja Junaid
7. Rahim Khan
8. Mohammed Shafqat

- Bondscoach

Saeed Khan
- Manager

Khawaja Zakauddin
- Fysiotherapeut

Eric Johnson

### Spanje
1. Ramon Jufresa (gk)
2. Óscar Barrena
3. José Ejarque
4. Francisco Guerrero
5. Juantxo Garcia-Maurino
6. Jaime Amat
7. Juan Escarré
8. Pablo Garcia

1. Xavi Molihe
2. Victor Pujol
3. Xavier Arnau
4. Ramon Sala
5. Juan Dinares
6. David Freixa
7. Pablo Usoz
8. Albert Gomez (gk)

- Bondscoach

Santiago Cortes
- Manager

Miguel Bustamante
- Fysiotherapeut

Toni Marin

## Scheidsrechters
- Gary Belder
- Ayman Amin
- Peter von Reth

- Ali Khan Rashid
- José Luis Cortazar
- Sathasivan Yasudhasan

- Alistair McQuater
- Roger St Rose
- Aziz-ur Rehman

## Voorronde
- Nederland-Spanje 4-4
- Duitsland-Australië 2-1
- Pakistan-Groot-Brittannië 4-1

- Nederland-Australië 2-3
- Pakistan-Spanje 3-1
- Duitsland-Groot-Brittannië 1-0

- Nederland-Pakistan 1-2
- Duitsland-Spanje 3-2
- Australië-Groot-Brittannië 5-4

- Pakistan-Australië 2-0
- Nederland-Duitsland 1-1
- Spanje-Groot-Brittannië 1-1

- Australië-Spanje 5-1
- Nederland-Groot-Brittannië 5-2
- Pakistan-Duitsland 1-1

## Eindstand voorronde
| № | Land             | WG | W | G | V | DV | DT | +/– | Punten |
| - | ---------------- | -- | - | - | - | -- | -- | --- | ------ |
| 1 | Pakistan         | 5  | 4 | 1 | 0 | 12 | 4  | +8  | 9      |
| 2 | Duitsland        | 5  | 3 | 2 | 0 | 8  | 5  | +3  | 8      |
| 3 | Australië        | 5  | 3 | 0 | 2 | 14 | 11 | +3  | 6      |
| 4 | Nederland        | 5  | 1 | 2 | 2 | 13 | 12 | +1  | 4      |
| 5 | Spanje           | 5  | 0 | 2 | 3 | 9  | 16 | −7  | 2      |
| 6 | Groot-Brittannië | 5  | 0 | 1 | 4 | 8  | 16 | −8  | 1      |

## Play-offs
Om vijfde plaats
| 25 maart 09:00 |       |                  |                                                             |
| Spanje         | 4 – 2 | Groot-Brittannië | Scheidsrechters: Mohsin Ali Khan (PAK) Aziz-ur Rehman (PAK) |
|                |       |                  | Scheidsrechters: Mohsin Ali Khan (PAK) Aziz-ur Rehman (PAK) |

Troostfinale
| 25 maart 11:30 |                           |           |                                                       |
| Australië      | 2 – 2 8 – 9 (strafballen) | Nederland | Scheidsrechters: Roger St Rose (T&T) Ayman Amin (EGY) |
|                |                           |           | Scheidsrechters: Roger St Rose (T&T) Ayman Amin (EGY) |

Finale
| 25 maart 15:00 |                           |           |                                                                |
| Pakistan       | 2 – 2 7 – 6 (strafballen) | Duitsland | Scheidsrechters: Peter von Reth (NED) José Luis Cortazar (ESP) |
|                |                           |           | Scheidsrechters: Peter von Reth (NED) José Luis Cortazar (ESP) |

## Eindstand
1. Pakistan
2. Duitsland
3. Nederland
4. Australië
5. Spanje
6. Groot-Brittannië

## Topscorer
| 1. | Javier Arnau | Spanje | 9 |

Mannen:
Lahore 1978 ·
Karachi 1980 ·
Karachi 1981 ·
Amstelveen 1982 ·
Karachi 1983 ·
Karachi 1984 ·
Perth 1985 ·
Karachi 1986 ·
Amstelveen 1987 ·
Lahore 1988 ·
Berlijn 1989 ·
Melbourne 1990 ·
Berlijn 1991 ·
Karachi 1992 ·
Kuala Lumpur 1993 ·
Lahore 1994 ·
Berlijn 1995 ·
Chennai 1996 ·
Adelaide 1997 ·
Lahore 1998 ·
Brisbane 1999 ·
Amstelveen 2000 ·
Rotterdam 2001 ·
Keulen 2002 ·
Amstelveen 2003 ·
Lahore 2004 ·
Chennai 2005 ·
Barcelona 2006 ·
Kuala Lumpur 2007 ·
Rotterdam 2008 ·
Melbourne 2009 ·
Mönchengladbach 2010 ·
Auckland 2011 ·
Melbourne 2012 ·
Bhubaneswar 2014 ·
Londen 2016 ·
Breda 2018
Vrouwen:
Amstelveen 1987 ·
Frankfurt 1989 ·
Berlijn 1991 ·
Amstelveen 1993 ·
Mar del Plata 1995 ·
Berlijn 1997 ·
Brisbane 1999 ·
Amstelveen 2000 ·
Amstelveen 2001 ·
Macau 2002 ·
Sydney 2003 ·
Rosario 2004 ·
Canberra 2005 ·
Amstelveen 2006 ·
Quilmes 2007 ·
Mönchengladbach 2008 ·
Melbourne 2009 ·
Nottingham 2010 ·
Amstelveen 2011 ·
Rosario 2012 ·
Mendoza 2014 ·
Londen 2016 ·
Changzhou 2018